# Cerkev sv. Mihaela, Slovenji Šmihel
Rimskokatoliška župnijska cerkev Slovenji Šmihel se nahaja v istoimenski vasi v občini Pokrče na vzhodnem robu Celovškega polja v upravnem okraju Celovec- dežela na avstrijskem južnem Koroškem. Župnijska cerkev, ki je pod patronatom nadangela Mihaela, pripada dvojezični dekaniji Tinje v Krški škofiji. 
Cerkev in pokopališko obzidje z žarnim pokopališčem sta zaščitena spomenika.

## Zgodovina cerkve
Cerkev, je srednjeveškega izvora in je v gotskem slogu ter ima nas zahodnim portalom zapisano letnico 1627. Kasneje je bila v notranjosti delno barokizirana.
Cerkev je bila leta 1994 na novo pokrita s kamnitimi ploščami.

## Arhitektura
Cerkev je obdana s pokopališkim zidom.
Cerkve je pokrita s kamnitimi ploščami in ima mogočen zahodni stolp s koničastimi obokanimi zvočnimi odprtinami in koničastim stolpom. Nekoliko vdolbeni prezbiterij, ki je v isti višini kot ladja, ima peterokraki zaključek in opornike. V koru in na južni strani ladje so okna s tramovi. Na zahodu je baročna veranda iz prve polovice 17. stoletja. Gotski zahodni portal ima leta 1627 vstavljen ključavničarski kamen z grbom velikovškega prošta Gentilottija; vrata imajo pasno okovje.
Na južni strani cerkve je poznogotski fragment podobe svetega Krištofa.
Notranjost cerkve ima dvonadstropno ladjo z prefinjenim poznogotskim rebrastim sklepnikom s ključavnicami iz začetka 16. stoletja. Baročna zahodna galerija stoji na toskanskih stebrih. Dvonadstropni kor s petkotnim zaključkom ima križnorebrasti sklepnik na spuščenih profilirancih.

## Oprema
Glavni oltar je težak štiristolpni oltar z osrednjo figuro svetega Mihaela nadangela ter figurami svetega Sebastijana in svetega Roka ob straneh ter svetega Štefana na vrhu. Stranska oltarja sta stenska oltarja iz prve polovice 18. stoletja z listnatim in svitkovnim okrasjem; na levem stranskem oltarju sta podobi svetega Pavla in svetega Janeza Evangelista, na desnem stranskem oltarju pa podoba svetega Urbana.

## Kostnica
Kostnica se nahaja ob severovzhodnem pokopališkem zidu. V osnovi romanska okrogla stavba ima stožčasto streho, pokrito s skodlami. Okna so bila obnovljena. Notranjost ima raven strop. Pod prezbiterijem je kripta.

## Kulturna zgodovina
Slovenji Šmiihel je tesno povezan s slovensko kulturno zgodovino. Na pokopališču se nahaja nagrobni kamen borcu za severno mejo iz leta 1919. Napis se glasi:
„Mijo Mešiček / bojevniku celjskega pešpolka / rojenem v Sevnici ob Savi leta 1897 / umrl za svobodo domovine 19.4.1919“
Zanimivo je, da so Miju Mešičku in vsem, ki so zahajali na pokopališče v Slovenji Šmihel, še aprila leta 1919 napisali takšno večno angažirano sporočilo v tem kraju v plebiscitni coni A.
Domači avtor Bojan Schnabl pa v novejši pripovedi o »Čudežnem izročilu Slovenjega Šmihela« tematizira dejstvo, da se številna svetišča po Evropi, ki so posvečena nadangelu Mihaelu, nahajajo na gričih in vrhovih (prav kot Slovenji Šmihel) ter povezuje Slovenji Šmihel s Celovškega polja z znamenito linijo svetega Mihaela ali mečem svetega Mihaela, ki seže od Irske preko Anglije, Francije, Italije, Grčije vse do svete dežele.

## Spletne povezave
- župnijska cerkev Slovenji Šmihel